# Aref Gholami
Aref Gholami (persisch عارف غلامی; * 19. April 1997 in Gorgan) ist ein iranischer Fußballspieler.

## Karriere

### Klub
Er startete seine Karriere in der Jugend vom Sepahan FC und wechselte von deren U19 zur Saison 2016/17 fest in die erste Mannschaft. Dort wurde er auch regelmäßig eingesetzt. Nach zwei Spielzeiten hier wechselte er weiter zu Zob Ahan. Bereits im Februar 2019 ging er dann aber schon wieder ablösefrei weiter zum Foolad FC. Dort blieb er dann aber auch nur bis zum Ende der laufenden Spielzeit. Somit steht er seit der Runde 2019/20 beim Esteghlal FC unter Vertrag.

### Nationalmannschaft
Sein Länderspieldebüt für die A-Nationalmannschaft gab er bei einer 0:2-Niederlage gegen Südkorea während der Qualifikation für die Weltmeisterschaft 2022, wo er zur 42. Minute für Shoja Khalilzadeh eingewechselt wurde.